# Juan Gregorio Vivas
Juan Gregorio Vivas (Las Palmitas, Catamarca, 31 de mayo de 1908 - San Luis, 21 de agosto de 2004) fue un médico y político argentino que ejerció como gobernador de facto de la Provincia de San Luis entre 1970 y 1972.

## Biografía
Se recibió de médico en 1935 en la Universidad Nacional de Córdoba y se radicó en la ciudad de San Luis, donde fue profesor de la materia Higiene y Puericultura en la Escuela Normal. Asociado con otros médicos, en el año 1942 fundó el Sanatorio Rivadavia. Fue presidente del Rotary Club y del Círculo Médico de la provincia.
Inició su actividad política como afiliado al Partido Demócrata Liberal, el tradicional partido conservador de la provincia. Durante la dictadura de Edelmiro Julián Farrell fue secretario de Asistencia Pública de la Provincia. Se destacó como opositor al gobierno de Juan Domingo Perón; en 1956 fue nombrado por el dictador Pedro Eugenio Aramburu "interventor normalizador" de la Facultad de Ciencias de la Universidad Nacional de Cuyo, con sede en San Luis, en un contexto nacional donde las universidades fueron intervenidas y sometidas a un proceso de depuración que llevó a la expulsión de profesores, rectores y estudiantes considerados peronistas, a lo que Vivas se opuso. En 1958 fue elegido diputado provincial, liderando la acción de su partido en la Legislatura.
En 1970 fue nombrado interventor federal de la provincia por el dictador Levigston, continuando en ese cargo bajo el gobierno de Lanusse.
En 1973 fue elegido senador nacional por el Movimiento Popular Provincial.